# Relatives Gehör
Relatives Gehör beschreibt die Fähigkeit einer Person, einen Ton mithilfe eines Referenztons zu identifizieren oder wiederzugeben, indem das Intervall zwischen Referenz- und Zielton genutzt wird. Das relative Gehör ist sehr viel weiter verbreitet als das absolute Gehör, das nur bei einem von tausend Menschen vorkommt. Relatives Gehör setzt mehrere oder alle der folgenden Fähigkeiten voraus:
- Der Abstand eines Tons zu einem gegebenen Referenzton kann bestimmt werden (Beispiel: „drei Oktaven über C“).
- Intervalle zwischen vorgegebenen Tönen können unabhängig von deren Bezug zum Kammerton A identifiziert werden.
- Eine Melodie kann entsprechend ihrer Notation korrekt nachgesungen werden, indem jeder Ton der Melodie im entsprechenden Intervall zum vorhergehenden Ton produziert wird. Alternativ erlaubt diese Fähigkeit beim Hören einer unbekannten Melodie, die Noten in Bezug zu einem gegebenen Referenzton zu benennen.

Diese letzte Fähigkeit, die sich nicht nur auf Sänger, sondern auch auf Instrumentalisten bezieht, die sich auf ihr Gehör verlassen müssen, um die exakte Tonhöhe der Töne, die sie spielen, zu kontrollieren (z. B. bei Holzblasinstrumenten und bundlosen Saiteninstrumenten), ist unerlässlich für Musiker, um gemeinsam musizieren zu können. Als Beispiel mag hier die unterschiedliche Festlegung des Kammertons dienen, besonders bei der Aufführung mit historischen Instrumenten.
Anders als das absolute Gehör ist das relative Gehör häufig bei Musikern zu finden, besonders bei jenen, die „nach Gehör spielen“. Ein exaktes relatives Gehör ist ein typisches Charakteristikum guter Musiker. Im Gegensatz zum absoluten Gehör kann das relative Gehör durch Gehörbildung (weiter-)entwickelt werden. Computergestützte Gehörbildung ist beliebt bei Musikern und Musikschülern und es werden unterschiedlichste Programme zur Verbesserung des relativen Gehörs angeboten.
Einige Musiklehrer nutzen bekannte Liedanfänge, um ihren Schülern das Intervallhören zu erleichtern (s. Gehörbildung), andere lassen Melodien nach Gehör auf einem Musikinstrument nachspielen. Dies ist besonders förderlich bei Instrumenten, auf denen, anders als z. B. beim Klavier, jeder Ton direkt und einzeln erzeugt und korrigiert werden muss. Indische Musiker bilden relatives Gehör aus, indem sie in Intervallen über einem Bordunton singen. Westlich geprägte Gehörbildung verwendet traditionell Solfège oder zahlencodiertes Blattsingen, um den Schülern das relative Gehör nahezubringen.
Weite Intervalle (größer als eine Oktave) sind oft schwieriger zu erkennen als einfache Intervalle (kleiner als eine Oktave).
Intervallerkennung wird verwendet, um Akkorde zu identifizieren und analysieren, und kann auch verwendet werden, um ein Instrument nach einem Referenzton zu stimmen, selbst wenn der Referenzton nicht der Stimmung des Kammertons entspricht.